# Zofia Pawlak
Zofia Pawlak (ur. 6 grudnia 1938) – polska tancerka, instruktorka tańca, pedagog.
Edukację artystyczną rozpoczęła w 1953 w Ośrodku Szkolenia Instruktorów Artystycznych w Skolimowie, gdzie następnie została zatrudniona w zespole "Skolimów". Od 1956 do 1979 była tancerką w Państwowym Zespole Ludowym Pieśni i Tańca "Mazowsze". Jesienią 1979 podjęła pracę jako instruktor tańca w Dziecięcym Zespole Pieśni i Tańca "Varsovia", gdzie obecnie pracuje.
Posiada uprawnienia tancerki zawodowej i instruktora tańca kategorii S nadane przez ministra Kultury i Sztuki.

## Odznaczenia
- Srebrny Krzyż Zasługi
- Krzyż Kawalerski Orderu Odrodzenia Polski
- Krzyż Oficerski Orderu Odrodzenia Polski
- Odznaka „Zasłużony Działacz Kultury”